# 趙之謙

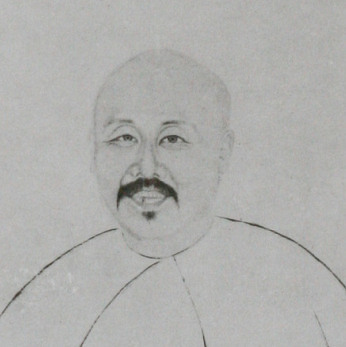
趙之謙　42歳

趙 之謙（ちょう しけん、拼音：Zhao Zhiqian、1829年7月9日 - 1884年10月1日）は、清末の書家・画家・篆刻家。字は初め益甫、後に撝叔。号は冷君・悲盦・梅庵・憨寮・无悶など。近代芸術家の呉昌碩・斉白石をはじめ後世に大きな影響を与えた。

## 生涯
浙江省紹興府会稽県出身。代々富商である趙家の次男として生まれる。少年期に家は零落していったが蔵書がたくさんあって思うように勉学が出来た。また15歳頃より金石学を好んで学ぶ。20歳に秀才になるも翌年、太平天国の乱に巻き込まれ、科挙の受験は中断されることとなった。この期間、家は破壊され、長年の間に収蔵されてきた文物は尽く失われた。塾の講師などをして糊口をしのぎ、浙江按察使の繆梓の誘いで幕客となる。1859年に挙人となるがその後、何度か科挙を受験するが落第し、ついに科挙による出世をあきらめる。北京で潘祖蔭と知遇を得て43歳の時江西省の知県候補となったが、劉坤一の委嘱を受けて『江西省史』の総編集に抜擢される。1876年、鄱陽県の知県になるが大洪水に見舞われ民の為に職務に尽力し病気になっている。ついで奉新県・南城県に転任、任地で没した。鼻煙（スナフ）を好んだ。
文人画は10代で学び始め、徐渭・陳淳・石濤・李鱓らに師法して独自の画風を確立した。書は金石学から書の古法を得て篆書・隷書に優れそこに草書法を加えて斬新な書であった。また水墨画の伝統を踏まえ画と書を一体と見做した。篆刻は、浙派の丁敬・黄易・蔣仁・陳鴻寿、徽派の鄧石如・巴慰祖・胡唐と両派の区別なく優れたところを学んだ。1864年わざわざ泰州の呉熙載を訪ねその業績を讚えている。金石文を深く研究し、秦・漢の篆書以外にも範囲を広げ魏晋南北朝の時代までも取り入れ、硬直化した篆刻芸術に新様式を樹立した。彼の一派は新浙派（趙派）と呼ばれた。誰にでも印を売ることをしなかったので作品数は少ない。友人の魏錫曽・沈樹鏞・胡澍などが彼の印を多く得ている。

## 作品

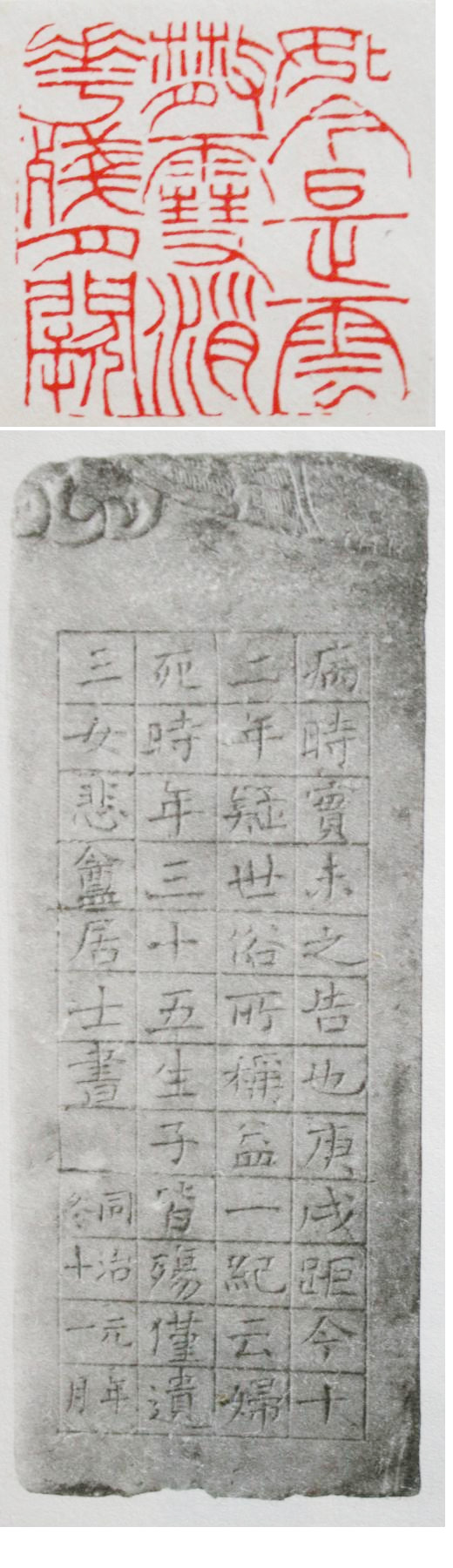
趙之謙　篆刻

- 『六朝別字記』
- 『補寰宇訪碑録』
- 『国朝漢学師程続記』
- 『悲盦居士文存』
- 『悲盦居士詩謄』
- 『二金蝶堂印譜』
- 『勇廬間詰』